# Los Cristianos
Los Cristianos ist ein Ortsteil der Gemeinde Arona auf der Kanareninsel Teneriffa mit 21.259 Einwohnern (Stand: April 2017). Los Cristianos liegt im Südwesten der Insel etwa 77 Kilometer von der Inselhauptstadt Santa Cruz de Tenerife entfernt. Zusammen mit dem direkt angrenzenden Playa de las Américas und weiteren Ortsteilen von Arona und Adeje bildet der Ort das Touristenzentrum im Süden Teneriffas.

## Geschichte
Der heutige Ort entstand in den 1970er-Jahren aus einem kleinen Fischerdorf. Erstmals erwähnt wurde der Ort im 16. Jahrhundert, als von der Existenz eines Hafens berichtet wird. Die ersten dauerhaften Gebäude wurden 1860 errichtet. 1924 wurde eine Kapelle für die wachsende Bevölkerung in Los Cristianos errichtet. In den 1960er-Jahren hatten sich aufgrund der klimatisch günstigen Bedingungen im Süden Teneriffas mehrere Pflegeheime für Lungenkrankheiten und Rehabilitation angesiedelt, womit die touristische Entwicklung von Los Cristianos begann. Der Plan Insular 1972 entwickelte ein städtebauliches Konzept für den Süden der Insel, um diesen touristisch zu erschließen. Seit 1975 verkehren im Hafen von Los Cristianos auch Personenfähren. Zusätzlich wurden die Südautobahn TF-1 und der Flughafen Teneriffa Süd erbaut. 1987 wurde die alte Kapelle abgerissen, um eine größere Kirche zu errichten.

## Verkehr
Los Cristianos liegt an der Autopista del Sur, die von Santiago del Teide an Los Cristianos vorbei nach La Laguna und Santa Cruz führt. Östlich des Ortes befindet sich der Flughafen Teneriffa Süd. Langfristig soll Los Cristianos über den Tren del Sur einen Eisenbahnanschluss nach Santa Cruz bekommen. Außerdem verfügt der Ort mit dem Puerto de Los Cristianos über einen Fährhafen, der Verbindungen nach San Sebastián de La Gomera und Valle Gran Rey auf La Gomera, Santa Cruz de La Palma auf La Palma und zum Puerto de La Estaca auf El Hierro ermöglicht. Der Fährhafen zählte im Jahr 2008 1.661.578 Passagiere.

## Panorama

Panorama von Los Cristianos